# Johann Steuerwald
Johann Steuerwald (* um 1730 in Königshofen; † 23. April 1790 in Kitzingen) war ein Bildhauer und Bildstockmeister. Er wirkte vor allem im Hochstift Würzburg.

## Leben
Johann Steuerwald wurde um 1730 in Königshofen, dem heutigen Bad Königshofen im Grabfeld, geboren, das damals Teil des Hochstifts Würzburg war. Ein Matrikeleintrag aus Königshofen verweist auf die Eltern Peter und Anna Margareta Steuerwald. Wahrscheinlich ging Steuerwald beim Bildhauer Johann Keßler in die Lehre, der in der ersten Hälfte des 18. Jahrhunderts eine Werkstatt in der Stadt unterhielt. Wahrscheinlich war er als Geselle beim Dettelbacher Johann Michael Becker tätig, dessen Tochter Margareta er am 13. April 1763 heiratete.
In Dettelbach erfuhr Steuerwald wohl auch Förderung durch Vertreter des örtlichen Franziskanerklosters, insbesondere der Pater Kilian Gigand, der später zum Pfarrer von Wolkshausen aufsteigen sollte, unterstützte den jungen Bildhauer mit der Vermittlung von einzelnen Aufträgen. Dieser Patronage sind auch die vielen Aufträge zu verdanken, die ihn in den Ochsenfurter Gau führten. Bis 1785 hatte der Bildhauer sogar eine Monopolstellung in Ochsenfurt und der näheren Umgebung inne. Stilistisch blieb Steuerwald dem Rokoko verbunden. 
Am 7. Dezember 1763 wurde der Bildhauer Bürger der Stadt Kitzingen. Hier betrieb seine Frau einen Handel mit Milch und Eiern, daneben waren der Bildhauer und seine Familie auch als Häcker tätig. Seine Tätigkeit als Bildhauer wurde im Steueranschlag von 1778/1781 mit 150 Gulden vermerkt, was Steuerwald zu einem Gutverdiener machte. Johann Steuerwald starb am 23. April 1790 überraschend mit 60 Jahren. Noch einen Tag zuvor war der Hochaltar von Höttingen von ihm quittiert worden.

## Werke (Auswahl)
- 1766, Wolkshausen, Pietà

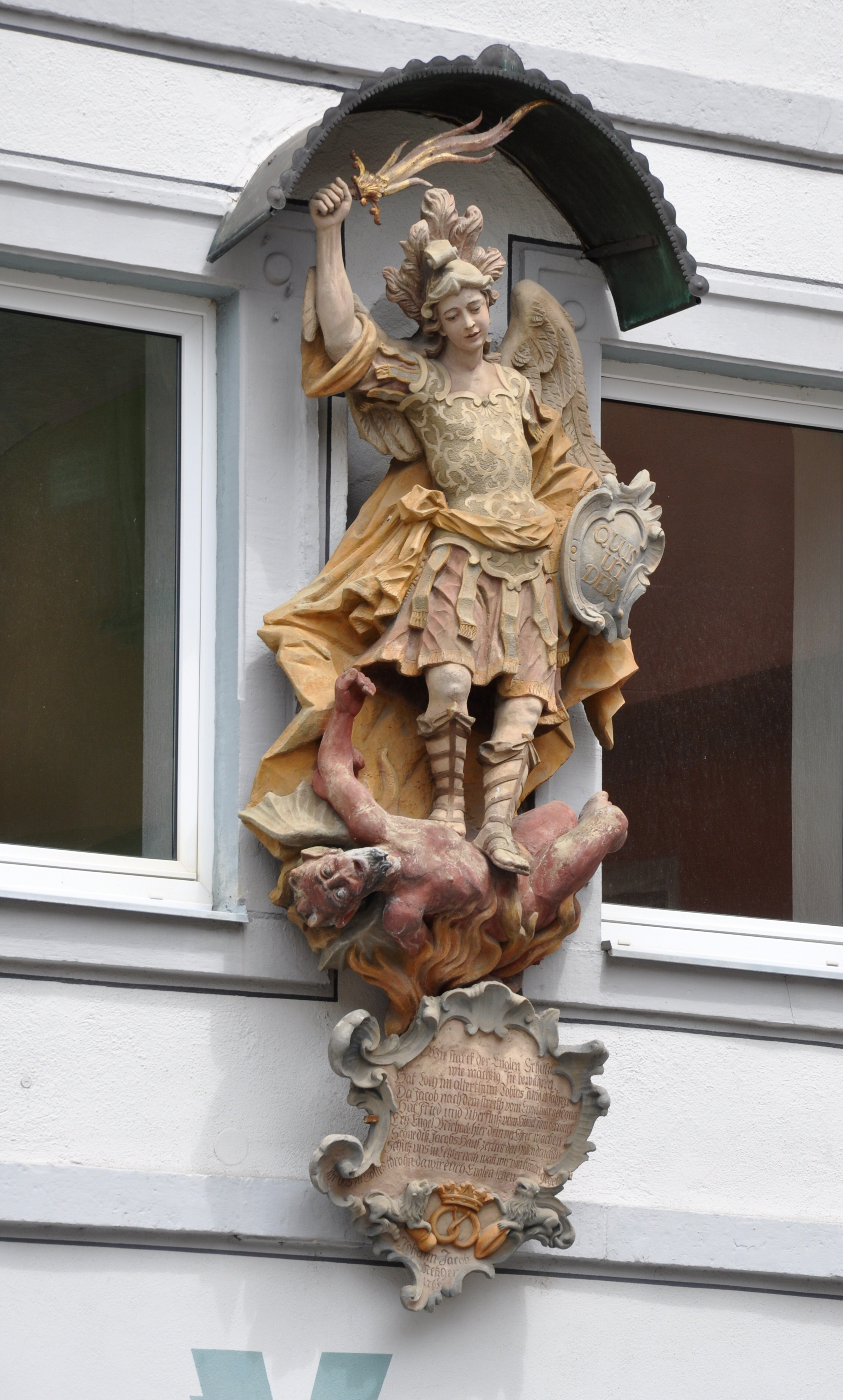
Hausfigur in der Ochsenfurter Kolpingstraße

- 1767, Gaukönigshofen, Pfarrkirche, Immaculata
- 1767, Wolkshausen, Pfarrkirche, Kanzel u. a.
- 1767, Ochsenfurt, Hausfigur St. Michael
- 1768, Ilmspan, Pfarrkirche, Seitenaltäre
- 1772, Rittershausen, Nepomukfigur
- 1772, Wolkshausen, Sebastianuskapelle, Hochaltar, Seitenaltäre
- 1774, Ochsenfurt, St. Andreas, Muttergottesaltar u. a.
- 1774, Vilchband, zwei Seitenaltäre
- 1775, Tückelhausen, vier Seitenaltäre
- 1788–1790, Höttingen, Hochaltar u. a.[2]